# 巴彦淖尔市建丰农场
巴彦淖尔市建丰农场是中华人民共和国内蒙古自治区巴彦淖尔市五原县下辖的一个类似乡级单位。

## 行政区划
巴彦淖尔市建丰农场下辖以下村级行政区划单位：
十一分场村、一分场村、二分场村、三分场村、四分场村、五分场村、六分场村、七分场村、八分场村、九分场村和十分场村。